# Cities on Flame with Rock and Roll

Cities on Flames with Rock and Roll è il singolo d'esordio dei Blue Öyster Cult.

## Il brano
La voce principale è stata eseguita dal loro batterista, Albert Bouchard. Il testo della canzone descrive la devastazione di una guerra nucleare con metafore che paragonano la distruzione alla musica rock and roll.

## Nella cultura di massa
La canzone è stata ulteriormente portata alla ribalta quando è stata inserita in Guitar Hero III: Legends of Rock. È stata anche inserita nella colonna sonora di That '70s Show.